# Ludovico Blasio Teppati
Ludovico Blasio Teppati, född i Turin, död 1676 i Stockholm, var en italiensk författare och översättare.
Teppati arbetade som språkmästare i de italienska och franska språken i Uppsala från 1671 till 1672. Teppati utgav 1672 "Specimen latino-svetico-germanicum tyrocinii linguae gallicae", men är mest känd för sin översättning av Orbis Sensualium Pictus från latin till italienska och franska i Nürnberg 1666, samt en översättning till franska av Giovanni Battista Guarinis "Il Pastor fido" 1668.
Teppati gifte sig 1674 med Elisabeth Benedicta Schöps. De fick sönerna Carl och Ludwig.